# Тодорка Йосифова
Тодорка Йорданова Йосифова е българска художничка, която работи в областта на приложно-декоративните изкуства. Създава художествен и артистичен текстил, отличаващ се с оригинални композиции, ярки цветове и контрасти.

## Биография
Родена е в Луковит. Завършва гимназия в родния си град, а там учител по философия по онова време е бъдещият ѝ съпруг художникът Йосиф Йосифов. Чрез него тя се запознава със света на изобразителното изкуство, а той открива нейния талант и я насърчава да продължи обучението си в Националната художествена академия в София.
Тодорка Йосифова се дипломира през 1952 г. в Приложния факултет на Националната художествена академия със специалност сценография при проф. Иван Пенков, но нейният творчески път е другаде – тя работи в областта на приложно-декоративните изкуства и най-вече в областта на художествения текстил, където постига и най-големите си успехи.
Член е на Съюза на българските художници.
Нейна дъщеря е художничката Мария Йосифова.

## Творчество
Тодорка Йосифова създава:
- проекти на десени за текстилната промишленост,
- ръчно рисувани пана, изпълнени в техника „батик“,
- стенни килими.

Участвала е в много художествени изложби на приложните изкуства в България, както и в представителни изложби на българското изкуство в чужбина – Индия, Китай, Румъния, Полша, Франция, Кувейт и др.

## Произведения
Нейни произведения притежават:
Националната художествена галерия за декоративни и приложни изкуства, София
- „Дърво“ – стенен килим, 210/150 см, 1979
- „Птица и слънце“ – стенен килим, 200/125 см, 1979
- „Утро“ – стенен килим, 236/170 см, 1982
- „Есен“ – стенен килим, 220/200 см, 1985 и др.

Българското посолство във Варшава, Полша:
- „Пролет“ – 90/90 см – ръчно рисувано пано в техника „батик“, 1988

Частни колекции в Германия, Швейцария и др.